# 林亮
林亮（1664年—1727年），字漢臣、漢侯、滌侯，福建漳州府漳浦縣（今福建省漳浦縣）人，清朝武官官員。
行伍出身。康熙四十五年，任福建臺灣水師右營把總。康熙五十一年，任福建福寧鎮左營千總。康熙五十五年，任福建福寧鎮桐山營守備。康熙五十六年，任福建臺灣澎湖水師協標右營守備。康熙六十年，任福建臺灣水師協標中營遊擊，随督施世驃為前隊先鋒，出征台湾。雍正元年，任閩粵南澳鎮左營遊擊、福建臺灣南路營參將、福建臺灣水師協副將、福建臺灣鎮總兵官。雍正四年，任浙江定海鎮總兵官。有子林朝翼。

## 延伸阅读
[在维基数据编辑]
 《清史稿·卷284》，出自趙爾巽《清史稿》